# Jean-Paul Ilopi Bokanga
Jean-Paul Ilopi Bokanga, né le 19 janvier 1958 à Kinshasa, est un poète et animateur culturel francophone congolais, biographe officiel de Papa Wemba et ancien directeur d'antenne de Réveil FM,.

## Œuvres
- La merveilleuse saga de Papa Wemba, un poète glamour à la voix éternelle (biographie Tome 1)[5]
- Un autre regard sur Papa Wemba : l’immortel chantre de la musique africaine[6]